# Stephenson-Nunatak
Der Stephenson-Nunatak ist ein markanter, pyramidenförmiger und 640 m hoher Nunatak im Südosten der westantarktischen Alexander-I.-Insel. Er ragt am Nordwestufer des Kirwan Inlet 300 m hoch aus den ihn umgebenden Eismassen auf.
Die US-amerikanischen Polarforscher Finn Ronne und Carl R. Eklund (1909–1962) entdeckten und kartografierten ihn bei der United States Antarctic Service Expedition (1939–1941). Der Falkland Islands Dependencies Survey nahm 1949 eine weitere Vermessung vor. Das UK Antarctic Place-Names Committee benannte ihn 1955 nach dem Geodäten Alfred Stephenson (1908–1999), Teilnehmer an der British Graham Land Expedition (1934–1937), der dabei 1936 eine Schlittenmannschaft zur Erkundung des George-VI-Sunds angeführt hatte.